# (5609) Stroncone
(5609) Stroncone est un astéroïde de la ceinture principale.

## Description
(5609) Stroncone est un astéroïde de la ceinture principale. Il fut découvert le 22 mars 1993 à Stroncone par Antonio Vagnozzi. Il présente une orbite caractérisée par un demi-grand axe de 3,09 UA, une excentricité de 0,15 et une inclinaison de 1,4° par rapport à l'écliptique.

## Compléments